# Хрієнко Микола Іванович
Мико́ла Іва́нович Хріє́нко (нар. 5 січня 1949, c. Нове Липове, колишнього Новогеоргіївського (нині Олександрійського) району Кіровоградської області) — український журналіст і мандрівник. Заслужений журналіст України.
Член Національної спілки журналістів України.

## Життєпис
Народився в селі Нове Липове, яке 1956 року потрапило в зону затоплення Кременчуцької ГЕС. Виріс у селі Бабичівка нині Олександрійського району на Кіровоградщині. Після строкової служби в армії працював у Сибіру (в Іркутській області). Вищу освіту здобув на факультеті журналістики Київського державного університету імені Тараса Шевченка (1976).
За фахом працював у газетах «Молодь України», «Радянська Україна», «Сільські вісті», «Вісник Чорнобиля», «Українська столиця», «Голос України», інформаційному агентстві УНІАН та в пресагентстві Чорнобильської АЕС. Висвітлював бойові дії на Кавказі після розпаду СРСР. Учасник ліквідації наслідків аварії на Чорнобильській АЕС. Брав участь у Революції Гідності в Києві на Майдані від початку до її перемоги, в т. ч. під час драматично-трагічних подій 18—20 лютого 2014 року.
Співавтор 17 художньо-документальних книжок.

## Мандри і творчість
Автор статей, ілюстрованих його світлинами, в газетах, журналах, альманахах («День», «Столиця», «Неопалима купина», «Журналіст України», «Київський журналіст» та ін.).
«Мандрівна журналістика» Миколи Хрієнка — це понад 27 піших і лижних переходів і 3 байдаркові сплави високого ступеня складності (переважно територіями України, Росії та інших пострадянських країн) загальною протяжністю походів, за даними на 2014 рік, близько 7000 км. З них — 1061 км територіями, забрудненими радіацією (включно з Чорнобильською зоною відчуження).
Найбільші авторські журналістські та інші проєкти, в яких брав участь М. Хрієнко:
- «Українці в Україні» (1997–2002)  — загальна протяжність пішого походу — 3247 км.
- «Українці за Уралом» (про сучасне життя українців за Уральським хребтом та за Північним полярним колом на території Російської Федерації) — 118000 км на різних видах транспорту й частково пішки. Загалом протягом трьох етапів подорожі пробув у дорозі 1 календарний рік і 52 дні.
- Від 23 червня до 9 липня 2011 року — робота у складі експедиційної групи від України над дослідницьким проєктом «Історичний потяг українських піонерів», присвяченим 120-річчю поселення українців у Канаді. Маршрут проліг від м. Галіфакс на узбережжі Атлантичного океану до м. Едмонтон. Відстань дослідницької дороги — 6657 км, а загальна (разом з авіаперельотами з України до Канади й назад)  — 30000 км.
- Від 17 лютого до 7 квітня 2012 року — дослідження життя українців на Балканах. Подолано 2713 км, маршрут тривалістю 51 день проліг через Македонію, Сербію, Боснію і Герцеговину та Хорватію.
- «Слідами Тараса Шевченка» (10 років заслання на території Росії та на землях нинішнього Казахстану). Протяжність цієї журналістської експедиції разом із дослідницьким маршрутом і дорогою «туди» й «назад» — 9228 км.[1]
- «Українці в Центральній Азії». Подорож Казахстаном, Узбекистаном та Киргизстаном тривала з 19 грудня 2014 по 13 січня 2015 року. Загальна протяжність дослідницького маршруту — 5165 км.[2]

Загалом, упродовж 1997—2015 років реалізував глобальний журналістський проєкт «Українці на планеті Земля: Рубіж ХХ і ХХІ століть», здійснивши 19 довготривалих одиночних експедицій сумарною довжиною 180 000 км як теренами колишнього СРСР, так і Македонії, Сербії, Хорватії, Боснії і Герцеговини, Канади.

## Нагороди, відзнаки
- Почесне звання «Заслужений журналіст України» (2006)[3].
- Переможець у Міжнародному щорічному конкурсі засобів масової інформації «Золоте перо».
- Міжнародний орден св. Миколи Чудотворця «За визначний внесок у примноження Добра на Землі» (2001)[4].
- Орден св. рівноапостольного князя Володимира (УПЦ МП) III ст. (2008).

За версією газети «День» визнаний «Людиною 2010 року» як автор проєкту «Українці за Уралом».
Відзначений трьома золотими медалями за перемоги в творчих конкурсах.